# We Are (album de Jon Batiste)
Pour les articles homonymes, voir We Are.
We Are est un album de Jon Batiste sorti le 19 mars 2021.

## Liste des titres
| No  | Titre             | Durée |
| --- | ----------------- | ----- |
| 1.  | WE ARE            | 4:24  |
| 2.  | TELL THE TRUTH    | 3:21  |
| 3.  | CRY               | 3:55  |
| 4.  | I NEED YOU        | 2:37  |
| 5.  | WHATCHUTALKINBOUT | 2:21  |
| 6.  | BOY HOOD          | 4:26  |
| 7.  | MOVEMENT 11'      | 2:01  |
| 8.  | ADULHTOOD         | 3:41  |
| 9.  | MAVIS             | 0:20  |
| 10. | FREEDOM           | 2:58  |
| 11. | SHOW ME THE WAY   | 3:40  |
| 12. | SING              | 3:07  |
| 13. | UNTIL             | 1:03  |

## Récompenses
L'album remporte le Grammy de l'album de l'année en 2022,.

## Classements hebdomadaires
| Classement (2021-2022)              | Meilleure place |
| ----------------------------------- | --------------- |
| Allemagne (Media Control AG)        | 66              |
| Autriche (Ö3 Austria Top 40)        | 35              |
| Belgique (Flandre Ultratop)         | 191             |
| Belgique (Wallonie Ultratop)        | 175             |
| Canada (Canadian Albums Chart)      | 81              |
| États-Unis (Billboard 200)          | 25              |
| États-Unis (Top R&B/Hip-Hop Albums) | 14              |
| France (SNEP)                       | 61              |
| Suisse (Schweizer Hitparade)        | 39              |